# Korupce v Kamerunu
Korupce v Kamerunu byla Thomson Reuters Corporation nazvána „nejhůře střeženým tajemstvím Kamerunu“. I podle BBC News má Kamerun „přetrvávající problémy s korupcí“. Podle iindexu vnímání korupce v roce 2020 zařadila mezinárodní nezisková organizace Transparency International Kamerun na 149. místo ze 180 zemí a zjistila, že Kamerunci za nejzkorumpovanější vládní instituci považují policii.
Vláda Kamerunu podnikla několik kroků, aby se vypořádala s problémem korupce. Pro zvýšení transparentnosti v ropném sektoru se Kamerun na konci roku 2013 připojil k iniciativě Extracitve Industries Transparency Initiative. Mezi lidmi stíhanými za korupci byl v Kamerunu i bývalý předseda vlády Ephraïm Inoni, který byl v roce 2013 odsouzen za zpronevěru k trestu odnětí svobody v délce 20 let. Vážnými překážkami pro podnikání v Kamerunu je vysoké riziko korupce například při veřejných zakázkách.

## Hodnocení země organizací Transparency International
Index vnímání korupce byl podle Transparency International vždy špatný. Podle této organizace byla korupce v Kamerunu nejhorší na konci 90. let 20. století, kdy nejhorších výsledků dosáhla v letech 1998 a 1999. I o dvě desetiletí později patří Kamerun mezi 40 nejzkorumpovanějších zemí světa. Důvody pro tuto situaci jsou podle Transparency International slabé soudnictví, silná exekutiva a rozšířená chudoba. Navíc je zde slabá i občanská společnost a svoboda tisku.

## Důvody korupce

### Neopatrimonialismus
Neopatrimonialismus je jednou z hlavní příčin korupce v Kamerunu. D. Beekers a B. van Gool definují neopatrimonialismus jako „typ režimu, ve kterém vládnoucí elity využívají stát k osobnímu obohacení a zisku z veřejné správy, která je zjevně nestabilní, neefektivní, netransparentní a která neumožňuje distribuovat veřejné zdroje velké části populace“. V neopatrimonickém režimu skutečná moc leží mimo její oficiální instituce. Moc zde tak nemají přední vládní úředníci, ale ti, kteří mají styky a sítě, které existují uvnitř nebo mimo státní struktury. Navíc se vládní úředníci a poslanci zodpovídají prezidentovi, nikoliv lidem. Prezident si tak udržuje kontrolu nad místními institucemi, aby zabránil jejich případnému „vzbouření“. Takto se snaží centrální moc udržet pevně svou pozici, i když to může znamenat zpomalení prováděné politiky. V Kamerunu se strach centrální vlády ze ztráty své moci ve prospěch místních institucí projevuje pomalým zaváděním decentralizačního zákona schváleného v roce 2004 i přesto, že o decentralizaci se zmiňovala už ústava z roku 1996.

### Tribalismus
Velmi blízký k neopatrimonialismu je v Kamerunu patronátní systém, ve kterém se například komunální volby konají na základě partikulárních rozdílů jako je etnická příslušnost či náboženství. Kromě toho hraje roli i jaké má kandidát příbuzné a zda má přístup ke zdrojům od ústřední vlády. Jinými slovy lidé volí kandidáta, který je nejlépe zajistí na základě výše zmíněných faktorů. Tento patronátní systém je nicméně stejně výhodný pro místní obyvatelstvo, protože je obtížné získat základní potřeby od ústřední vlády. To tedy upřednostňuje cestu korupce při rozhodování a přirozeně se odchyluje od transparentní, meritokratické byrokracie.